# Jumpei Kusukami
Jumpei Kusukami (楠神 順平, Kusukami Jumpei) est un footballeur japonais né le 27 août 1987. Il évolue au poste de milieu de terrain.